# Långgölen (Högsby socken, Småland)
Långgölen är en sjö i Högsby kommun i Småland och ingår i Alsteråns huvudavrinningsområde.